# Новрузов, Тагим Минатулла оглы
Таги́м Минатулла оглы Новру́зов (азерб. Tagim Minatulla oğlu Novruzov; 21 ноября 1988, Махачкала, РСФСР) — азербайджанский футболист.

## Клубная карьера
В феврале 2008 года, во время зимнего трансферного окна, на полсезона перешёл в клуб «Туран» (Товуз), а летом того же года, по окончании футбольного сезона, подписал контракт с клубом ЦСКА (Баку), после недолгой задержки в котором вновь вернулся в «Карабах».
Выступал также в клубах АММК (Баку), «Шахдаг» (Кусары) и «Симург» (Закаталы).
В 2009—2011 играл за «Мугань» (Сальяны), потом за «Реван» (Баку), АЗАЛ, "Симур"г (Закаталы).

## Сборная Азербайджана
В составе молодёжной сборной Азербайджана выступал под № 6.
С 4 по 10 января 2009 года в составе молодёжной сборной Азербайджана провёл учебно-тренировочные сборы в турецком городе Анталья.

## Достижения
- 2009 — обладатель Кубка Азербайджана в составе клуба «Карабах» (Агдам)[7].